# 天道盟孔雀會
天道盟孔雀會，是臺灣三大犯罪組織之一的天道盟旗下的分會。

## 簡介
孔雀會早期在臺北都會區的中和、永和、土城及萬華一帶活動，全盛時期後陸續在鶯歌、中壢乃至台中等地區發展。發起人李博熙（綽號「博熙仔」）在一清專案時被掃入獄。1986年7月間，在台北看守所內與羅福助、吳桐潭、謝通運等人假藉管訓放風時機，串連討論結盟事宜，其最初提議建立一支「孔雀兵團」《資料來源：時報週刊》。之後，1986年10月31日，於北所獄中與其他角頭串聯組成天道盟，任孔雀會創會會長（為北所結盟時的最初六個意識團體之一）。直到1987年至1988年間、李博熙等人出獄後，方在中、永和及土城地區成立「孔雀會」的具體組織（當時媒體敘述為天道盟唯一的"外省"會）。李博熙涉多起槍擊事件使其成為當時的10大槍擊要犯之首。在1987年10月的一場圍捕槍戰中，李博熙被警方（霹靂小組）用狙擊槍擊斃。
後續陶哥至桃園發展與官大吸收大量鶯歌、桃園大樹林角頭份子、應案在身兩位大哥流亡大陸，把桃園鶯歌地盤交給中壢的會長鵬哥，後來全盛時期以經營賭場風光一時。2010年1月，孔雀會中壢分會為桃園多處警分局同步掃蕩，逮捕會長綽號大誠哥等多名成員。

## 歷任會長
- 首任：李博熙
  - 代理：李恕權（綽號「黑面權」，李博熙之弟）
- 次任：陶小順（曾流亡中國大陸）[4]
- 第三任：曾銀鵬（原委員長）
  - 代理：劉耀宗
- 會長：李文彬

建築商遭擄被虐致死 天道盟劉耀宗等人被訴 2003/7/4 大紀元 （页面存档备份，存于）</ref>
- - 代理：陳文彬（大樹會 會長）

## 幹部
- 會長:鍾耀金
- 副會長：
- 顧問：秦嗣來
- 顧問：官洲鎮「前十大槍擊要犯」
- 顧問：佰合
- 委員長：曾銀鵬(已世)
- 萬華會長：海龍
- 新店組長：冠文
- 木柵組長：細路祥
- 永和組長：佰合
- 中和組長：華少（潛逃中港澳），細將代理
- 板橋組長：小豹
- 新莊組長：傑哥
- 林口組長：阿信
- 三峽組長：牛奶
- 鶯歌組長：阿翰
- 桃園組長：建國
- 中壢組長：小黃
- 苗栗組長：畢全

## 參閲
- 犯罪組織列表